# Wheatland County (Montana)
Wheatland County ist ein County im Bundesstaat Montana der Vereinigten Staaten. Der Sitz der Countyverwaltung (County Seat) befindet sich in Harlowton.

## Demografische Daten
Nach der Volkszählung im Jahr 2000 lebten im County 2.259 Menschen. Es gab 853 Haushalte und 540 Familien. Die Bevölkerungsdichte betrug 1 Einwohner pro Quadratkilometer. Ethnisch betrachtet setzte sich die Bevölkerung zusammen aus 96,99 % Weißen, 0,13 % Afroamerikanern, 0,58 % amerikanischen Ureinwohnern, 0,18 % Asiaten, 0,22 % Bewohnern aus dem pazifischen Inselraum und 0,27 % aus anderen ethnischen Gruppen; 1,64 % stammten von zwei oder mehr ethnischen Gruppen ab. 1,11 % der Bevölkerung waren spanischer oder lateinamerikanischer Abstammung.
Von den 853 Haushalten hatten 25,80 % Kinder und Jugendliche unter 18 Jahre, die bei ihnen lebten. 53,80 % waren verheiratete, zusammenlebende Paare, 4,90 % waren allein erziehende Mütter. 36,60 % waren keine Familien. 34,50 % waren Singlehaushalte und in 16,40 % lebten Menschen im Alter von 65 Jahren oder darüber. Die Durchschnittshaushaltsgröße betrug 2,24 und die durchschnittliche Familiengröße lag bei 2,86 Personen.
Auf das gesamte County bezogen setzte sich die Bevölkerung zusammen aus 26,80 % Einwohnern unter 18 Jahren, 6,40 % zwischen 18 und 24 Jahren, 22,00 % zwischen 25 und 44 Jahren, 25,50 % zwischen 45 und 64 Jahren und 19,30 % waren 65 Jahre alt oder darüber. Das Durchschnittsalter betrug 41 Jahre. Auf 100 weibliche Personen kamen 98,00 männliche Personen, auf 100 Frauen im Alter ab 18 Jahren kamen statistisch 99,20 Männer.

Das jährliche Durchschnittseinkommen eines Haushalts betrug 24.492 USD, das Durchschnittseinkommen der Familien betrug 32.500 USD. Männer hatten ein Durchschnittseinkommen von 14.185 USD, Frauen 15.000 USD. Das Prokopfeinkommen betrug 11.954 USD. 20,40 % der Bevölkerung und 11,10 % der Familien lebten unterhalb der Armutsgrenze. 16,00 % davon waren unter 18 Jahre und 15,50 % waren 65 Jahre oder älter.

## Geschichte
Zwei Bauwerke und Stätten des Countys sind im National Register of Historic Places eingetragen (Stand 9. Februar 2018).

## Orte im Wheatland County
Citys
| - Harlowton - Judith Gap |

Census-designated places (CDP)
| - Shawmut |

Unincorporated Communitys
| - Two Dot |